# Храм Святителя Николая в Сабурове
Храм святителя Николая в Сабурове — православный храм Даниловского благочиния Московской городской епархии. Храм расположен в районе Москворечье-Сабурово, Южного административного округа города Москвы (Каширское шоссе, дом 59, корпус 4).

## История

### До закрытия в 1940 году
В 1571 году женой сына Ивана Грозного становится Евдокия Сабурова, её отец получает земельный надел — так возникает присёлок Сабуров села Коломенского на Москве-реке.
Храм святителя Николая Чудотворца в селе Сабурово Московского уезда был построен в 1595 году (по другим сведениям, в 1592).
Первоначально храм был деревянный, а затем, согласно клировым ведомостям 1830 года, тщанием прихожанина крестьянина Илариона Андреева в 1595 году построен из камня, однако это свидетельство клировых ведомостей представляется ошибочным.
В писцовых книгах 1675—1677 гг. дворцового села Коломенского описывается «приселок Сабуров на Москве реке, а в нем церковь во имя Николая Чудотворца, да придел святого пророка Илии, деревянная, с папертью, клетцки, ветха, в церковь двои двери … колокольня на одном столбе, на ней три колокола, а церковь от попова двора и от крестьянских дворов в двадцати в пяти саженях».
Считается, что в 1693—1695 гг. церковь была отстроена в камне, во всяком случае, в 1710 г. таковая здесь уже отмечается.
Это был небольшой куб с простым сомкнутым сводом, одноглавый. Декоративные закомары, отрезанные карнизом, характерны церковным постройкам, того времени; 6 окон (3 из них в алтаре); крест и глава вызолочены; пол в храме из лещаной пехорской плиты.
В те годы храму принадлежало около 10 десятин (14,5 га) земли, в том числе и на другой стороне Москвы-реки.
В 1812 году храм, был ограблен французами, уцелел только иконостас с иконами без окладов и древняя икона святого пророка Илии в серебряной ризе.
В 1822 году при Никольской церкви находится уже 36 десятин (52,2 га) земли, дома причта деревянные. В приходе состояло 167 дворов с 700-ми жителями.
В 1861 году храм был разобран, и до 1865 года вновь выстроен, на средства московских купцов Тарасовых, с расширенной трапезной, двумя приделами: Ильи Пророка и Иверской иконы Божией Матери, и новой колокольней.
Церковь была кирпичная; фундамент, цоколь и карниз из белого камня. Колокольня 3-х ярусная, 6 медных, колоколов; две маленькие вызолоченные главы с крестами; крыша покрыта железом, покрашена зелёным цветом. Внутри — оштукатурена и расписана живописью.
Храм отапливался двумя изразцовыми печами.
Имелось три алтаря, три престола: Николая Чудотворца, Иверской иконы Богородицы и пророка Божия Илии.
В 1912 году началось устройство духового (подпольного) отопления церкви.
В 1916 году кружечный доход составил 1 тыс. рублей; земли (17 десятин — 25 га) сдаются в аренду крестьянам села Сабурово за 1600 рублей в год.
В храме бывал император Александр II.
После октябрьского переворота 1917 года большевистская власть декретом лишает Церковь всего имущества и права владеть им, но разрешает бесплатно пользоваться необходимыми для богослужения зданиями и предметами (дом причта был конфискован).
Храм был закрыт в 1940 году. Верхнюю часть храма и верх колокольни сломали в середине 1941 года по «оборонным» соображениям.
После войны внутри храма разместился гараж, в 1960-е годы — механическая мастерская, в 1970-е годы — завод по обработке тонкой проволоки.
В 1986 году придел храма был разрушен пользователем — службой Мосзеленстроя.

### Возрождение храма с 1991 года

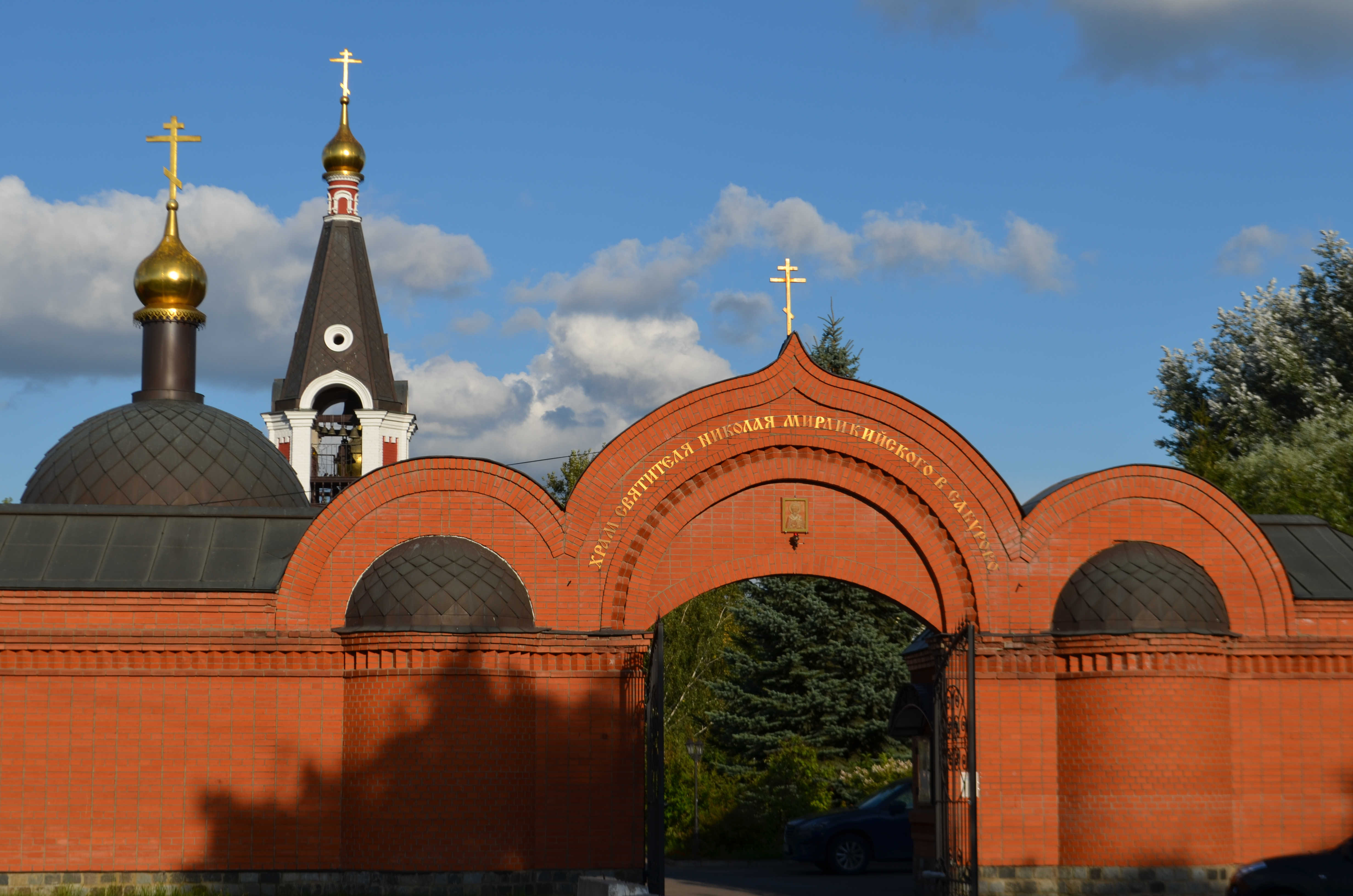
Вход к храму

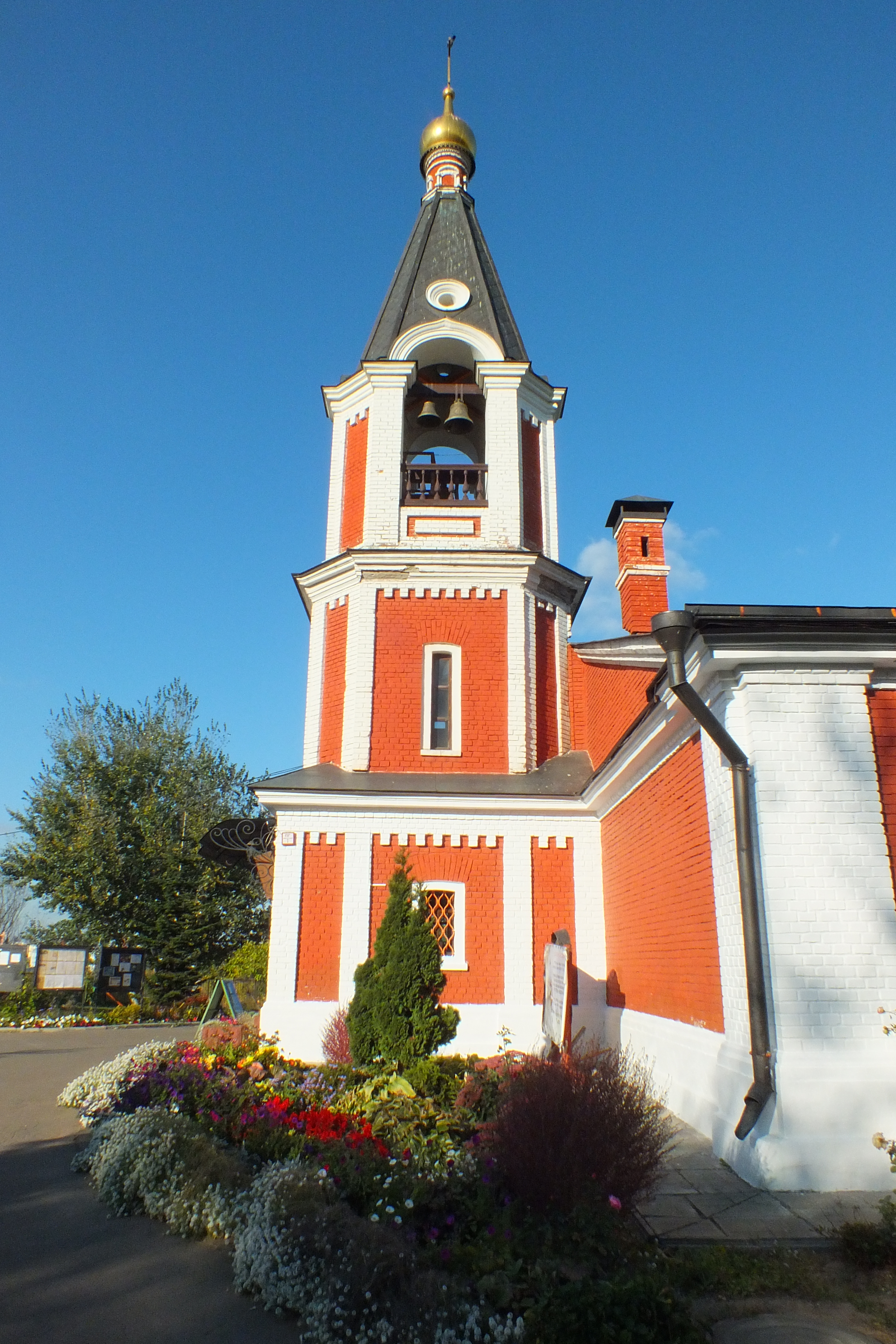
Колокольня, видны несколько колоколов

В 1989 году силами добровольцев начата реставрация храма. Финансовую помощь оказывали МЖК «Сабурово», объединение кооперативов «Радуга» и «Мосинкомбанк». Весной 1990 года храмовое здание было возвращено Русской православной церкви. С 1991 года в церкви святителя Николая в Сабурове возобновлены богослужения.
В 1994 году восстановлен утраченный придел пророка Илии, а в 1998-м — восстановлена колокольня.
На территории храма размещается Московская школа звонарей под руководством Ильи Дроздихина. Ежегодно в день престольного праздника Ильи Пророка проходит фестиваль колокольного звона.

## Престолы храма
- Святителя Николая Мирликийского (главный)
- Пророка Илии
- Иверской иконы Божией Матери

## Духовенство
- Настоятель храма священник Алексей Стенечкин
- Протоиерей Григорий Авраменко.
- Иерей Евгений Зыков.

## Святыни
- Икона святителя Николая Мирликийского с частицей мощей;
- Икона преподобной Софии Суздальской с частицей мощей[3];
- Чтимая Иверская икона Божией Матери[4].